# Jared Padalecki
Jared Tristan Padalecki est un acteur américain, né à San Antonio (Texas), le 19 juillet 1982.
Il est surtout connu pour le rôle de Dean Forester dans la série télévisée Gilmore Girls (2001-2005), de Sam Winchester dans la série télévisée Supernatural (2005-2020) et Cordell Walker dans la série télévisée Walker (2021-2024).

## Biographie

### Enfance
Jared est le fils de Jerry et Sherri Padalecki. Son père est d'origine polonaise, tandis que sa mère a des ancêtres allemands, français et anglais.
À l'école, Jared est déjà intéressé par le théâtre et la comédie, il prend des cours et commence à jouer dans des pièces, ce qui lui permet de se perfectionner et de se mesurer à un public d'étudiants exigeant. Il participe à des concours et obtient très souvent le premier prix, même au niveau national comme en 2000 où il gagne face à 7 000 autres participants.
Jared auditionne dans un Planet Hollywood de sa région et gagne l'opportunité de remettre un prix lors des premiers Teen Choice Awards, cérémonie au cours de laquelle il se fait remarquer par un producteur. Il préfère cependant finir ses études avant de se lancer pleinement dans le monde du cinéma et de la télévision.

### Carrière

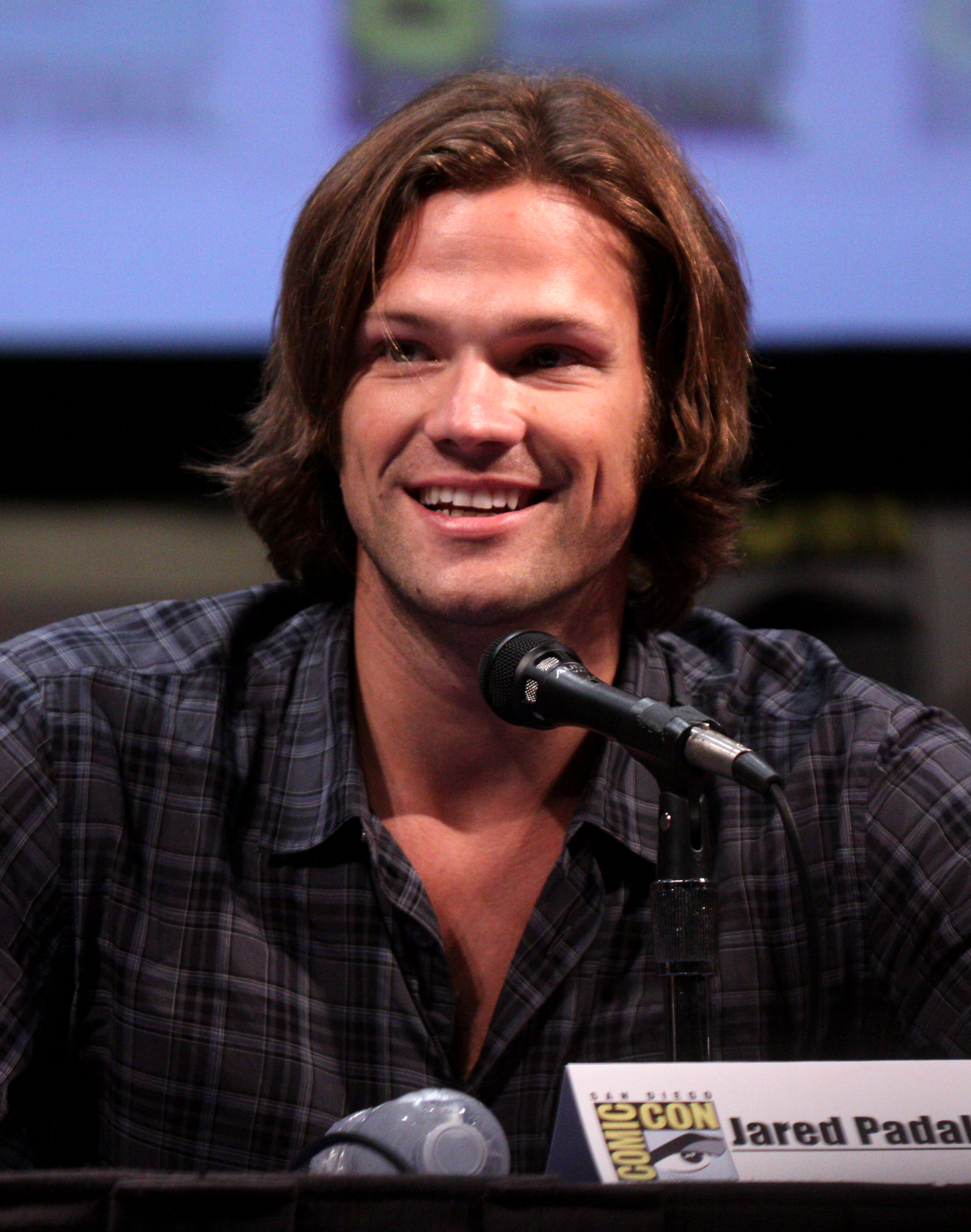
Jared Padalecki en 2011.

Il fait ses débuts à la télévision en 2000 dans la série télévisée Gilmore Girls où il joue le rôle de Dean Forester aux côtés d'Alexis Bledel et Lauren Graham jusqu'à la saison 5. Ce rôle lui apporte un grand succès et lui permet d'enchaîner au cinéma comme en 2004 où il joue dans Une journée à New York avec Mary-Kate et Ashley Olsen.
En 2005, il joue dans plusieurs films : Le Vol du Phœnix aux côtés de Dennis Quaid, ou La Maison de cire, film d'horreur où il donne la réplique à Elisha Cuthbert.

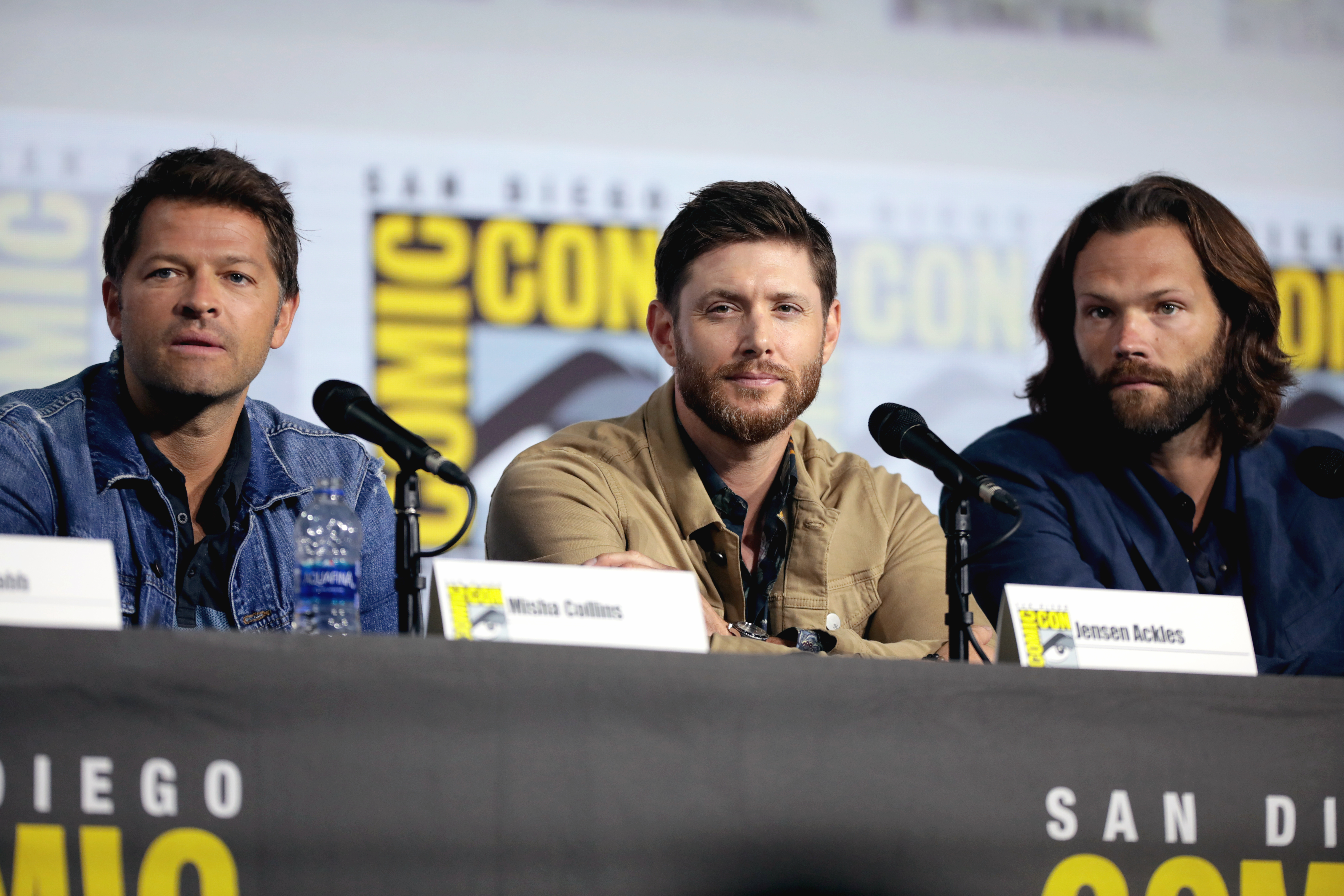
Misha Collins, Jensen Ackles et Jared au Comic-Con de San Diego en 2019 pour la série Supernatural.

Le 13 septembre 2005, il marque son arrivée dans la série télévisée à succès Supernatural, où il incarne Sam Winchester, un héros combattant le mal avec son frère Dean (Jensen Ackles).
En 2008, il joue dans Vendredi 13, remake du classique de l'épouvante Vendredi 13, sorti en 1980.
En 2010, il prête sa voix dans 9 épisodes du dessin animé Supernatural: The Animation tiré de la série télévisée.
Le 28 juillet 2016, 8 ans après la fin de la série Gilmore Girls, Netflix confirme une suite de cette série, intitulée Gilmore Girls : Une nouvelle année (Gilmore Girls: A Year in the Life), diffusée depuis le 25 novembre 2016 sur Netflix avec quatre épisodes de 90 minutes. Il reprend le rôle de Dean Forester le temps d'une apparition en tant que guest-star lors de l'épisode 4 : Automne.
Le 22 mars 2019, Jensen Ackles, Misha Collins et Jared Padalecki annoncent que la série Supernatural s'arrêtera le 19 novembre 2020 avec la saison 15 composée de 20 épisodes.
Le 23 septembre 2019, il est choisi pour jouer le rôle principal dans la série Walker, reboot de la série télévisée Walker, Texas Ranger aux côtés de Lindsey Morgan, Keegan Allen, Jeff Pierre et Mitch Pileggi,,. Il y incarne Cordell Walker incarné par Chuck Norris de 1993 à 2001 dans la série originale. La série développée par Anna Fricke (en) sera diffusée en 2021. Genevieve Padalecki, la femme de Jared Padalecki rejoint la distribution récurrente dans le rôle d'Emily, la défunte épouse de Cordell.
En décembre 2021, il a été rapporté qu'une série préquelle intitulée Walker: Independence était en développement sur The CW avec Jared Padalecki en tant que producteur exécutif et Anna Fricke (en) en tant que showrunner,. Une commande de pilote a été confirmée en février 2022, sa réalisation a été confiée à Larry Teng (en). La série suivra les origines de la famille Walker au 18e siècle et se concentrera sur Abby Walker, qui s’enfuit à Independence, au Texas, après avoir été témoin de la mort de son mari lors de son voyage vers l’ouest.

## Vie privée
Il est en couple d'octobre 2007 à mars 2008 avec l'actrice Sandra McCoy.

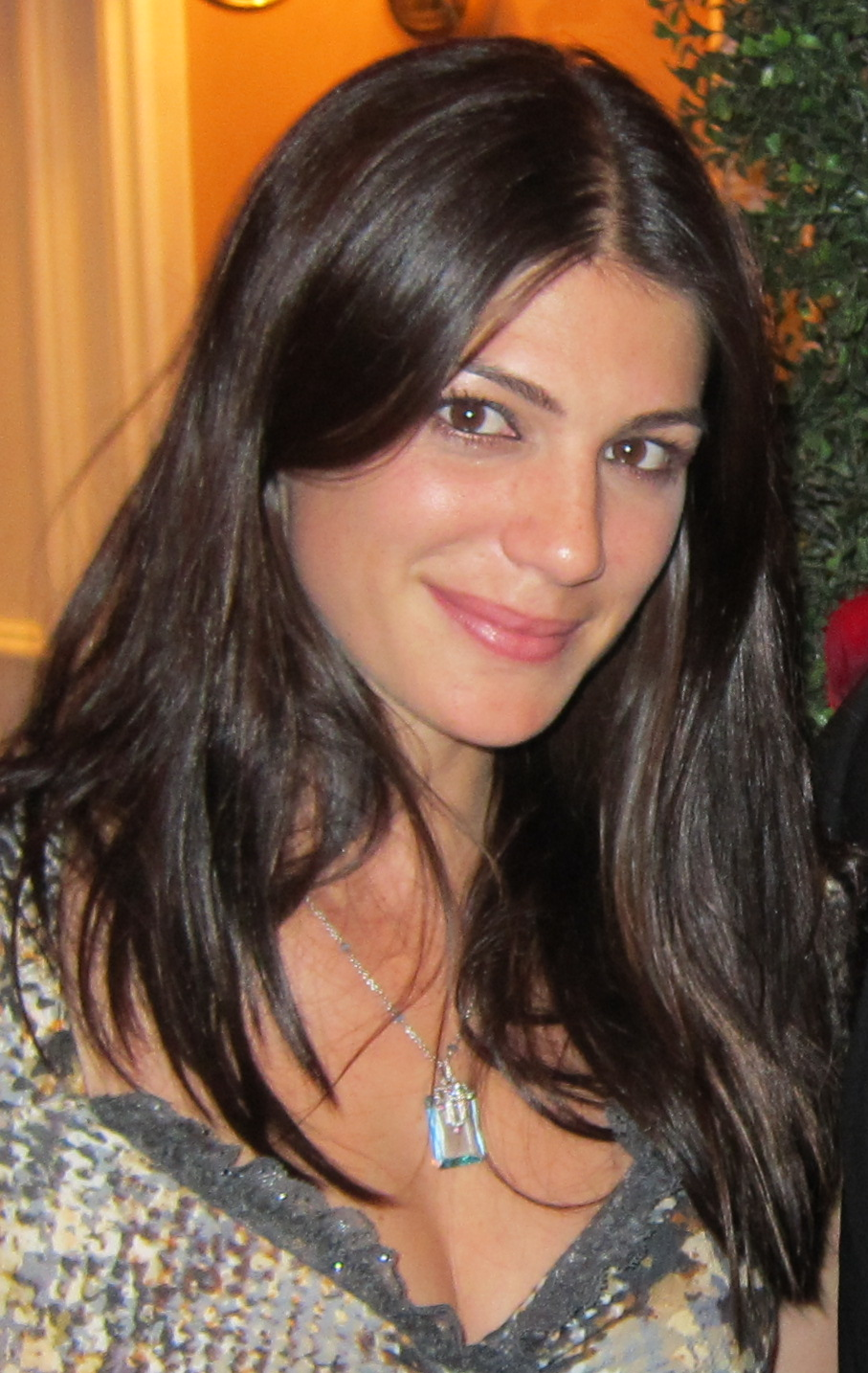
Sa femme, Genevieve Cortese en 2011.

Depuis janvier 2009, il est en couple avec l'actrice Genevieve Cortese, son ancienne partenaire dans Supernatural. Ils se marient le 27 février 2010 à Sun Valley (Idaho). Le couple a eu deux garçons et une fille : Thomas Colton Padalecki (né le 19 mars 2012), Austin Shepherd Padalecki (né le 22 décembre 2013) et Odette Elliott Padalecki (née le 17 mars 2017). La famille réside à Austin (Texas).
Il est ami avec l'acteur Jensen Ackles, rencontré sur le tournage de la série Supernatural en 2005. Il est également proche de sa co-star Misha Collins et de Stephen Amell connu pour avoir interprété le rôle d'Oliver Queen dans Arrow.
Il est le propriétaire de Stereotype, un bar sur le thème des années 90 à Austin (Texas), qui a ouvert ses portes en 2018. Le 27 octobre 2019, il est arrêté par la police pour violence en état d'ivresse après un échange de coups avec deux de ses employés (le manager et son assistant) du bar ; il est libéré après avoir payé la caution de 15 000 dollars.

### Always Keep Fighting
En mars 2015, il lance sa campagne Always Keep Fighting via Represent.com. Sa première campagne a permis de recueillir des fonds pour To Write Love on Her Arms (en), qui soutient les personnes avec des problèmes de dépression, automutilation, addiction et suicide. La cause est particulièrement proche de Jared, qui a été franc au sujet de ses propres luttes contre la dépression. Pour la deuxième campagne de Always Keep Fighting en avril 2015, il s'est associé à sa co-star Jensen Ackles pour mettre leurs visages sur des t-shirts, au profit de leur nouveau fonds de bienfaisance conjoint. Plus de 70 000 t-shirts sont vendus. Plus récemment, il lance une troisième campagne vendant 40 000 t-shirts supplémentaires.
Lors du San Diego Comic-Con de 2015, plus de 7 000 fans ont surpris Jared en lui tendant des bougies, après qu'il a révélé son combat contre la dépression plus tôt dans l'année.

## Filmographie

### Cinéma
- 2003 : Treize à la douzaine (Cheaper by the Dozen) de Shawn Levy : Brute (non crédité)
- 2004 : Une journée à New York (New York Minute) de Dennie Gordon : Trey Lipton
- 2005 : Cry Wolf de Jeff Wadlow : Tom
- 2005 : Le Vol du Phœnix (Flight of the Phoenix) de John Moore : John Davis
- 2005 : La Maison de cire (House of Wax) de Jaume Collet-Serra : Wade
- 2007 : Christmas Cottage de Michael Campus : Thomas Kinkade
- 2009 : Vendredi 13 de Marcus Nispel : Clay Miller

### Téléfilms
- 2002 : Des vacances inoubliables : Zachary Gray

### Télévision
- 2001 - 2005 : Gilmore Girls : Dean Forester (rôle principal - 63 épisodes)
- 2001 : Urgences : Paul Harris (saison 7, épisode 10)
- 2003 : Young MacGyver[20] (Pilote) : Clay MacGyver, neveu de MacGyver
- 2005 - 2020 : Supernatural : Sam Winchester (rôle principal - 327 épisodes)
- 2011 : Supernatural: The Animation : Sam Winchester (animation - voix anglaise - 9 épisodes)
- 2015 : The Hillywood Show : lui-même
- 2016 : Gilmore Girls : Une nouvelle année (Netflix) : Dean Forester (épisode 4 : Automne)
- 2021 -  2024 : Walker : Cordell Walker (rôle principal)
- 2023 : Walker: Independence : Shérif (saison 1 épisode 12)
- 2024 : Fire Country : Camden Casey (3 épisodes)
- 2026 : The Boys

## Voix francophones
En France, Damien Boisseau, est la voix française la plus fréquente de Jared Padalecki.
Au Québec, Claude Gagnon et Philippe Martin ont doublé l'acteur deux fois.
En France
| - Damien Boisseau, dans : - Supernatural (série télévisée) - Christmas Cottage - Walker (série télévisée) - Fire Country (série télévisée) - Benjamin Pascal, dans (les séries télévisées) : - Gilmore Girls - Gilmore Girls : Une nouvelle année | et aussi - Tony Marot dans Urgences (série télévisée) - Cédric Dumond dans Des vacances inoubliables - Axel Kiener dans Une journée à New York - Lionel Tua dans Le Vol du Phœnix - Alexis Victor dans La Maison de cire - Adrien Antoine dans Vendredi 13 |

Au Québec
| - Claude Gagnon dans : - La Maison de cire - Vendredi 13 | - Philippe Martin dans : - Escapade à New York - Crier au loup |

## Distinctions

### Récompenses
- 40e cérémonie des People's Choice Awards 2014 : Duo ou groupe d'amis masculin préférée dans une série télévisée fantastique pour Supernatural (2005-2020) partagée avec Jensen Ackles et Misha Collins.
- 17e cérémonie des Teen Choice Awards 2015 : Meilleur acteur dans une série télévisée fantastique pour Supernatural (2005-2020).
- 21e cérémonie des Teen Choice Awards 2019 : Meilleur acteur dans une série télévisée fantastique pour Supernatural (2005-2020).

### Nominations
- 2002 : Teen Choice Awards du meilleur acteur dans une série télévisée dramatique pour Gilmore Girls (2001-2005).
- 2005 : Teen Choice Awards du meilleur acteur dans un thriller d'épouvante pour La maison de cire (House of Wax) (2005).
- 9e cérémonie des Teen Choice Awards 2007 : Meilleur acteur dans une série télévisée fantastique pour Supernatural (2005-2020).
- 2008 : Scream Awards du meilleur acteur dans une série télévisée fantastique pour Supernatural (2005-2020).
- 2008 : SFX Awards du meilleur acteur TV dans une série télévisée fantastique pour Supernatural (2005-2020).
- 13e cérémonie des Teen Choice Awards 2011 : Meilleur acteur dans une série télévisée fantastique pour Supernatural (2005-2020).
- 14e cérémonie des Teen Choice Awards 2012 : Meilleur acteur dans une série télévisée fantastique pour Supernatural (2005-2020).
- 39e cérémonie des People's Choice Awards 2013 : Meilleur acteur dans une série télévisée fantastique pour Supernatural (2005-2020).
- 2013 : SFX Awards du meilleur acteur TV dans une série télévisée fantastique pour Supernatural (2005-2020).
- 15e cérémonie des Teen Choice Awards 2013 : Meilleur acteur dans une série télévisée fantastique pour Supernatural (2005-2020).
- 40e cérémonie des People's Choice Awards 2014 : Meilleur acteur dans une série télévisée fantastique pour Supernatural (2005-2020).
- 2014 : Russian National Movie Awards du meilleur duo étranger de l'année dans une série télévisée fantastique pour Supernatural (2005-2020) partagée avec Jensen Ackles.
- 2014 : TV Guide Awards du duo préférée dans une série télévisée fantastique pour Supernatural (2005-2020) partagée avec Jensen Ackles.
- 41e cérémonie des People's Choice Awards 2015 :
  - Meilleur acteur dans une série télévisée fantastique pour Supernatural (2005-2020).
  - Meilleur duo dans une série télévisée fantastique pour Supernatural (2005-2020) partagée avec Jensen Ackles.
- 18e cérémonie des Teen Choice Awards 2016 :
  - Meilleur acteur dans une série télévisée fantastique pour Supernatural (2005-2020).
  - Meilleure alchimie dans une série télévisée fantastique pour Supernatural (2005-2020) partagé avec Misha Collins.
- 2021 : Critics' Choice Super Awards du meilleur acteur dans une série télévisée fantastique pour Supernatural (2005-2020).